# Ludwig Pohl
Ludwig Pohl (Lubawka, 1932 – Darmstadt, 24 de outubro de 2020) foi um químico alemão, conhecido pelo desenvolvimento do cristal líquido.
Pohl estudou de 1954 até obter um doutorado em química em 1962 em Hannover e Würzburg. Foi de 1962 a 1964 assistente na Universidade de Hanôver e de 1964 a 1966 na Universidade Técnica de Braunschweig (Institut für Organische Chemie). Em 1966 começou a trabalhar na Merck KGaA.
Em 2014 foi admitido no Hall da Fama da Pesquisa Alemã.
Morreu em 24 de outubro de 2020, aos 88 anos, em Darmstadt.